# Mångtjärnen (Lits socken, Jämtland)
Mångtjärnen är en sjö i Östersunds kommun i Jämtland och ingår i Indalsälvens huvudavrinningsområde.